# Euphorbia annamarieae
Euphorbia annamarieae es una especie fanerógama perteneciente a la familia de las euforbiáceas. Es endémica de Madagascar.

## Descripción
Es un arbusto, con tallos suculentos que se encuentra en los bosques húmedos a una altitud de  0-499 metros en la Provincia de Toliara en Madagascar.

## Taxonomía
Euphorbia annamarieae fue descrita por Werner Rauh y publicado en Euphorbia Journal 7: 21. 1991.
Etimología
Euphorbia: nombre genérico que deriva del médico griego del rey Juba II de Mauritania (52 a 50 a. C. - 23), Euphorbus, en su honor – o en alusión a su gran vientre –  ya que usaba médicamente Euphorbia resinifera. En 1753 Carlos Linneo asignó el nombre a todo el género.
annamarieae: epíteto otorgado en honor de la Sra. Anne-marie Braus-Ross, amiga de Werner Rauh y una de sus esponsor de sus trabajos en Madagascar.